# ۱۵۰۲ (میلادی)
۱۵۰۲ (میلادی) هزار و پانصد  و دومین سال تقویم میلادی است.

## درگذشتگان
‎